# Anaulacodesmus brattstroemi
Anaulacodesmus brattstroemi är en mångfotingart som beskrevs av Chamberlin 1957. Anaulacodesmus brattstroemi ingår i släktet Anaulacodesmus och familjen orangeridubbelfotingar. Inga underarter finns listade i Catalogue of Life.